# Gabriele Wülker
Pour les articles homonymes, voir Wülker.
 (mars 2025).
Si vous disposez d'ouvrages ou d'articles de référence ou si vous connaissez des sites web de qualité traitant du thème abordé ici, merci de compléter l'article en donnant les références utiles à sa vérifiabilité et en les liant à la section « Notes et références ».
En pratique : Quelles sources sont attendues ? Comment ajouter mes sources ?
Gabriele Wülker, née le 16 juillet 1911 à Francfort-sur-l'Oder et décédée le 10 octobre 2001 à Bonn, est une sociologue, universitaire et femme politique allemande.
Elle occupe, de 1957 à 1959, le poste de secrétaire d'État à la Famille et à la Jeunesse, au sein du cabinet Adenauer III, étant ainsi la première femme à occuper un haut poste gouvernemental allemand, tandis qu'Elisabeth Schwarzhaupt a été, en 1961, la première ministre d'Allemagne.

## Biographie
Gabriele Wülker étudie la géographie, l'anthropologie, la sociologie et histoire de l'art. En 1934, en tant qu'étudiante à l'université de Halle, elle effectue avec ses camarades quatre voyages consécutifs Bačka. Elle participe à divers travaux de sociologie. Elle épouse le docteur Wülker Heinz en 1937. Avec lui, elle engage des recherches sur les effets de l'urbanisation de trois villages agricoles dans le voisinage immédiat de Hanovre. Son époux décède en 1943, alors qu'il est lieutenant de réserve ; ils ont alors trois enfants.
Après avoir passé son habilitation, elle devient professeur d'études sociales des pays en développement à l'université de Bochum. Après sa retraite en 1978, elle est présidente du Comité allemand pour l'UNICEF, dont elle avait déjà été membre entre 1970 et 1985. Là, elle s'implique notamment en luttant contre la mortalité infantile élevée dans les pays en développement.

## Ouvrages
- 1941 : Bauerntum am Rande der Großstadt. II. Bevölkerungs- und Wirtschaftswachstum im 19. und 20. Jahrhundert (Hainholz, Vahrenwald und List bei Hannover), Leipzig, S. Hirzel.
- 1952 : avec Werner Möhring, Europa und die deutschen Flüchtlinge.
- 1953 : Probleme der soziologischen Einordnung fremder ethnischer Gruppen in die deutsche Bundesrepublik, Cologne.
- 1962 : In Asien und Afrika, Kreuz-Verlag.
- 1966 : Togo - Tradition und Entwicklung, Klett Verlag.